# Carrer del Vent
El carrer del Vent és un carrer de la ciutat de Reus, més aviat estret, que va des del carrer dels Jurats quan s'ajunta amb el carrer de sant Lluís, travessa el carrer Alt del Carme i arriba fins al raval de Jesús. La seva continuació és el carrer de Jesús, que va fins a la plaça del Mercadal. Està orientat del nord-est cap al sud-oest. També s'anomena carrer de la Creu Vermella.
És un carrer recte, que més enllà empalma amb el Camí Vell de Riudoms, i és l'eix transversal del barri del Carme. Només quan es troba amb el carrer del Carme s'eixampla una mica i fa com una placeta on anys enrere hi havia una font. Al número 6 hi ha un edifici setcentista que dona també al carrer de Sant Jaume, un antic convent de les Germanes de la Consolació, l'orde fundat per la reusenca Mare Molas, ara propietat de la Diputació de Tarragona que, després de remodelar-lo, hi va instal·lar l'Escola d'Art i Disseny. L'any 1978 s'hi va obrir l'Escola d'Arts Aplicades i Oficis Artístics, impulsada per Ramon Ferran i també sota el patrocini de la Diputació de Tarragona, on van donar classes diversos artistes catalans com ara Carles Amill. L'escola es va tancar l'any 1997 pel seu estat de conservació. Es va remodelar entre els anys 2010 i 2014, i a més de l'Escola d'Art acull aules de l'Escola de Música.
El carrer del Vent es caracteritza per ser un carrer viu, habitat, i amb comerços de proximitat a totes les plantes baixes (fruiteries, sabateries, bars, peixateries, farmàcia, llibreries...) i està molt integrat a la vida urbana reusenca.